# Cleonaria cingalensis
Cleonaria cingalensis är en skalbaggsart som beskrevs av Charles Joseph Gahan 1901. Cleonaria cingalensis ingår i släktet Cleonaria och familjen långhorningar.
Artens utbredningsområde är Sri Lanka. Inga underarter finns listade i Catalogue of Life.